# Hipios
Hipios (en llatí Hypius, en grec antic Ὕπιος) era un riu de Bitínia a l'oest del Sangari.
El riu era petit i va ser famós perquè la seva desembocadura era tan gran que s'hi va poder refugiar tota la flota de Mitridates VI Eupator durant un hivern. Segons Escílax de Carianda el riu era el límit entre els territoris dels bitinis i els mariandins.